# Not I
Not I è un cortometraggio del 2000 diretto da Neil Jordan.